# Produktionsmechaniker Textil
Der Produktionsmechaniker Textil ist ein staatlich anerkannter Ausbildungsberuf nach dem deutschen Berufsbildungsgesetz.

## Ausbildungsdauer und Struktur
Die Ausbildungsdauer zum Produktionsmechaniker Textil beträgt in der Regel drei Jahre. Die Ausbildung erfolgt an den Lernorten Betrieb und Berufsschule.

## Arbeitsgebiete
Produktionsmechaniker Textil bedienen Produktionsmaschinen und -anlagen für die Herstellung textiler Produkte. Sie kontrollieren den Prozessablauf, halten Maschinen und Anlagen instand und beheben Maschinenstörungen. Sie prüfen die Qualität der produzierten Ware, analysieren Mustervorlagen, Produktmerkmale und erstellen Datenträger.
Produktionsmechaniker Textil finden ihren Arbeitsplatz in Webereien, Spinnereien, in der Maschenwarenindustrie, der Tufting- und Vliesstoffindustrie. Sie können aber auch bei Automobilherstellern, der Luft- und Raumfahrttechnik oder der Medizintechnik arbeiten.